# 205424 Bibracte
205424 Bibracte è un asteroide della fascia principale. Scoperto nel 2001, presenta un'orbita caratterizzata da un semiasse maggiore pari a 2,6871705 UA e da un'eccentricità di 0,0995524, inclinata di 5,05586° rispetto all'eclittica.